# 格伦·戴维斯 (田径运动员)
格伦·戴维斯（英語：Glenn Davis，1934年9月12日—2009年1月28日），美国男子田径运动员，主攻短跑和跨栏项目。他曾代表美国参加1956年和1960年夏季奥林匹克运动会田径比赛，共获得三枚金牌。